# Pocket Terreur
Pour les articles homonymes, voir Terreur.
Pocket Terreur est une collection de l'éditeur Pocket qui a édité et réédité de grands auteurs du fantastique et de l'horreur : essentiellement des auteurs anglo-saxons (Dean Koontz, Graham Masterton, James Herbert, Anne Rice, Ramsey Campbell, Stephen King, Laurell K. Hamilton, ...) et quelques auteurs français (Jeanne Faivre d'Arcier, [[Jean-
Chri
stophe Chaumette, Pierre Pelot]]). Elle a été dirigée par Patrice Duvic à partir de 1989 et jusqu'à 2003 et co-dirigée par David Camus, de 1999 à 2002.

## Historique
En 2003, la collection « Terreur » s'arrête chez Pocket. La plupart des titres poursuivent leur diffusion aux éditions Fleuve noir dans la collection « Thriller fantastique », mais quelques auteurs restent chez Pocket dans la collection « Thriller ».

## Liste des titres
- 5766 - Galilée par Clive Barker
- 5767 - Galilée 2 par Clive Barker
- 9001 - Dragon rouge par Thomas Harris
- 9002 - Méchant garçon par Jack Vance
- 9003 - Le démon des morts par Graham Masterton
- 9004 - Le Masque de l'oubli par Dean Koontz
- 9005 - Le fils de la nuit éternelle par John Farris
- 9006 - L'antre du cauchemar par Thomas Tessier
- 9007 - Les rats par James Herbert
- 9008 - Envoûtements par Ramsey Campbell
- 9009 - Une porte sur l'hiver par Dean Koontz
- 9010 - La voix des ténèbres par Dean Koontz
- 9011 - Les Yeux des ténèbres par Dean Koontz
- 9012 - Le seigneur des guêpes par Iain Banks
- 9013 - Ossements par Sheri S. Tepper
- 9014 - Psychose par Robert Bloch
- 9015 - Miroirs de sang par Dean Koontz
- 9016 - Salem par Stephen King
- 9017 - Le portrait du mal par Graham Masterton
- 9018 - Le Jour J du Jugement par Graham Masterton
- 9019 - Extase sanglante par Ray Garton
- 9020 - Julia par Peter Straub
- 9021 - Le repaire des rats par James Herbert
- 9022 - La secte sans nom par Ramsey Campbell
- 9023 - Lestat le vampire par Anne Rice
- 9024 - Les brumes de Babylone par Michael McDowell
- 9025 - Train fantôme par Stephen Laws
- 9026 - Médium par Linda C. Gray
- 9027 - Lori par Robert Bloch
- 9028 - L'ange des ténèbres par John Farris
- 9029 - Faux semblants par Bari Wood et Jack Geasland
- 9030 - Manitou par Graham Masterton
- 9031 - Entretien avec un vampire par Anne Rice
- 9032 - Fog par James Herbert
- 9033 - Ghost Story par Peter Straub
- 9035 - La peste grise par Dean Koontz
- 9036 - Le survivant par James Herbert
- 9037 - Le vol noir par Martin Cruz Smith
- 9038 - La vengeance du Manitou par Graham Masterton
- 9039 - Cauchemar de sable par Michael McDowell
- 9040 - La mort à la traîne par Dean Koontz
- 9041 - La forêt maudite par Chet Williamson
- 9042 - Crucifax par Ray Garton
- 9043 - L'écharpe par Robert Bloch
- 9044 - Psychose 13 par Robert Bloch
- 9045 - Psychose 2 par Robert Bloch
- 9046 - La nuit des cafards par Dean Koontz
- 9047 - Koko par Peter Straub
- 9048 - Démences par Graham Masterton
- 9049 - Le miroir de Satan par Graham Masterton
- 9050 - L'empire des rats par James Herbert
- 9051 - Faërie par Raymond E. Feist
- 9052 - Scorpion par Robert R. McCammon
- 9053 - L'exorciste : la suite par William Peter Blatty
- 9054 - La malédiction de Bethany par Robert R. McCammon
- 9055 - La semence du démon par Dean Koontz
- 9056 - Les renaissances de Joseph Tully par William Hallahan
- 9057 - La reine des damnés par Anne Rice
- 9058 - Cassie par John Saul
- 9059 - L'antichambre par T.M. Wright
- 9060 - Manhattan Ghost Story par T.M. Wright
- 9061 - La nuit du forain par Dean Koontz
- 9062 - La fête du maïs par Thomas Tryon
- 9063 - La gorge par Peter Straub
- 9064 - La lance par James Herbert
- 9065 - L'autre par Thomas Tryon
- 9066 - Cauchemars d'une nuit d'été par Matthew J. Costello
- 9067 - La horde du cauchemar par Lawrence Watt-Evans
- 9068 - L'avocat du diable / L'associé du diable par Andrew Neiderman
- 9069 - La tourbière du diable par Michael Talbot
- 9070 - Dolores Claiborne par Stephen King
- 9071 - Le Silence des agneaux par Thomas Harris
- 9072 - La Part des ténèbres par Stephen King
- 9073 - Un vieil ami de la famille par Fred Saberhagen
- 9074 - Froid devant par Randall Boyll
- 9075 - 13 histoires diaboliques par Collectif
- 9076 - La momie par Anne Rice
- 9077 - Le djinn par Graham Masterton
- 9078 - Les puits de l'enfer par Graham Masterton
- 9079 - Rituel de chair par Graham Masterton
- 9080 - Fluke par James Herbert
- 9081 - Mulengro par Charles De Lint
- 9082 - Monssstre par Randall Boyll
- 9083 - Dis-moi qui tu hantes par James Herbert
- 9084 - L'heure du loup par Robert R. McCammon
- 9085 - Amy Girl par Bari Wood
- 9086 - Territoires du crépuscule par Randall Boyll
- 9087 - Hantises par John Saul
- 9088 - Mystery par Peter Straub
- 9089 - Secret Show par Clive Barker
- 9090 - L'autre pays par T.M. Wright
- 9091 - Transe de mort par Graham Masterton
- 9092 - Maison hantée / Hantise par Shirley Jackson
- 9093 - La nuit des salamandres par Graham Masterton
- 9094 - Notre vénérée chérie par Robert Marasco
- 9095 - Créature par John Saul
- 9096 - La forteresse noire par F. Paul Wilson
- 9097 - Il y aura toujours quelqu'un derrière vous par Andrew Klavan
- 9098 - Sanctuaire par James Herbert
- 9099 - Contrat sur un vampire par Garfield Reeves Stevens
- 9100 - Le trône de Satan par Graham Masterton
- 9101 - Le sang d'immortalité par Barbara Hambly
- 9102 - Sara par Marion Zimmer Bradley
- 9103 - Dernières nouvelles de Dracula par Collectif
- 9104 - La maison d'à côté par Anne Rivers Siddons
- 9105 - Le guetteur par Charles Maclean
- 9106 - Sans portes ni fenêtres par Peter Straub
- 9107 - Le lien maléfique par Anne Rice
- 9108 - La Loterie par Shirley Jackson
- 9109 - Mr Murder par Dean Koontz
- 9110 - Symphonie macabre par Charles De Lint
- 9111 - Les murmures de la nuit par Charles De Lint
- 9112 - Le mystère du lac par Robert R. McCammon
- 9113 - 22 histoires de sexe et d'horreur par Collectif
- 9114 - La Maison interdite par Dean Koontz
- 9115 - Fièvre de glace par Dean Koontz
- 9116 - Soleil de minuit par Ramsey Campbell
- 9117 - Apparition par Graham Masterton
- 9118 - Le royaume des devins par Clive Barker
- 9119 - Le diable aux trousses par Christopher Fowler
- 9120 - Le caducée maléfique par Thomas M. Disch
- 9121 - Black Mariah par Jay R. Bonansinga
- 9122 - Le dossier Holmes-Dracula par Fred Saberhagen
- 9123 - Un amour de monstres par Katherine Dunn
- 9124 - La danse des ombres par Tanith Lee
- 9125 - La maison de chair par Graham Masterton
- 9126 - Contes de terreur par Robert Bloch
- 9127 - Rouge flamenco par Jeanne Faivre d'Arcier
- 9128 - La chose des profondeurs par Matthew J. Costello
- 9129 - La danse du scalpel par Garfield Reeves Stevens
- 9130 - L'enfer du rêve par Graham Joyce
- 9131 - Sépulcre par James Herbert
- 9132 - Lune froide par Dean Koontz
- 9133 - Pire que le mal par Jay R. Bonansinga
- 9135 - Mort clinique par F. Paul Wilson
- 9136 - Le voleur de corps par Anne Rice
- 9137 - L'heure des fauves par Andrew Klavan
- 9138 - Double Vue aka Prémonitions par Bari Wood
- 9139 - Tengu par Graham Masterton
- 9140 - Liens de sang par F. Paul Wilson
- 9141 - Le jeu du jugement par Bernard Taylor
- 9142 - Le festin des ténèbres par Tanith Lee
- 9143 - L'ombre du Manitou par Graham Masterton
- 9144 - Né de l'ombre par Matthew J. Costello
- 9145 - Présages par James Herbert
- 9146 - Les guerriers de la nuit par Graham Masterton
- 9147 - Les rivages de la nuit par Graham Masterton
- 9148 - Le fléau de la nuit par Graham Masterton
- 9149 - Dans les griffes du diable / L'élue par Cathy Cash Spellman
- 9150 - Des saints et des ombres par Christopher Golden
- 9151 - Le Cadran solaire par Shirley Jackson
- 9152 - Le postier par Bentley Little
- 9153 - Les confessions de Dracula par Fred Saberhagen
- 9155 - Sorcière, ma sœur par Graham Joyce
- 9156 - Salles obscures par Tim Lucas
- 9157 - L'heure des sorcières par Anne Rice
- 9158 - Les sœurs de la nuit par John Pritchard
- 9159 - La cache du diable par Dean Koontz
- 9160 - Gidéon par Stephen Laws
- 9161 - Caïn l'obscur par Tanith Lee
- 9162 - Adagio pour une ombre par Marion Zimmer Bradley
- 9163 - Voyage avec les morts par Barbara Hambly
- 9164 - Etranges détours par Dean Koontz
- 9165 - Démons intimes par Dean Koontz
- 9166 - Taltos par Anne Rice
- 9168 - Requiem par Graham Joyce
- 9169 - Les anges du désespoir par John Pritchard
- 9170 - Les Yeux du dragon par Stephen King
- 9171 - "La nuit sur terre" par Pierre Pelot
- 9172 - Noire magie par Thomas Tryon
- 9173 - Un amour de Dracula par Fred Saberhagen
- 9174 - Hel par Graham Masterton
- 9175 - Pacte avec le vampire par Jeanne Kalogridis
- 9176 - Noces d'enfer par Bernard Florentz
- 9177 - Imajica (I) par Clive Barker
- 9178 - L'illusionniste par Christopher Fowler
- 9179 - Sang impur par Graham Masterton
- 9180 - Le maître des mensonges par Graham Masterton
- 9181 - Relic par Douglas Preston et Lincoln Child
- 9182 - Les larmes du dragon par Dean Koontz
- 9183 - La déesse écarlate par Jeanne Faivre d'Arcier
- 9184 - Tic Tac par Dean Koontz
- 9185 - Les visages du cauchemar par Graham Masterton
- 9186 - Les enfants du vampire par Jeanne Kalogridis
- 9187 - Imajica (II) par Clive Barker
- 9188 - Spectres par Dean Koontz
- 9189 - L'heure des chauves-souris par Dean Koontz
- 9190 - L'antre du tonnerre par Dean Koontz
- 9191 - Le rideau de ténèbres par Dean Koontz
- 9192 - Le visage de la peur par Dean Koontz
- 9193 - Confessions androgynes par Andrew Neiderman
- 9194 - L'intercepteur de cauchemars par Graham Joyce
- 9195 - Everville par Clive Barker
- 9196 - La vie secrète de Laszlo, comte Dracula par Roderick Anscombe
- 9197 - Vampires par John Steakley
- 9198 - La porte rouge par Dean Koontz
- 9199 - Les cavaliers du crépuscule par John Pritchard
- 9200 - Walhalla par Graham Masterton
- 9201 - Sacrifice par John Farris
- 9202 - Memnoch le démon par Anne Rice
- 9203 - Soif de sang par Robert R. McCammon
- 9204 - Shock Rock par Collectif
- 9205 - Magie indienne par Graham Masterton
- 9206 - Magie vaudou par Graham Masterton
- 9207 - 21 nouvelles histoires de sexe et d'horreur par Collectif
- 9209 - La morsure de l'ange par Jonathan Carroll
- 9210 - Intensité par Dean Koontz
- 9211 - Seule survivante par Dean Koontz
- 9212 - Révélation par Bentley Little
- 9214 - Le violon par Anne Rice
- 9215 - Nécroscope par Brian Lumley
- 9216 - Nous avons toujours habité le château par Shirley Jackson
- 9217 - Macabre par Stephen Laws
- 9219 - Magie maya par Graham Masterton
- 9220 - Le club de l'enfer par Peter Straub
- 9223 - Collection d'automne par Jonathan Carroll
- 9224 - L'enfant arc-en-ciel par Jonathan Carroll
- 9226 - L'ivresse du démon par Andrew Klavan
- 9227 - Ballade pour un ange déchu par James Herbert
- 9228 - Les escales du cauchemar par Graham Masterton
- 9229 - L'enfant de la nuit par Graham Masterton
- 9230 - Os de lune par Jonathan Carroll
- 9231 - Flammes d'enfer par Jonathan Carroll
- 9232 - Le sortilège de Babylone par Anne Rice
- 9233 - Armageddon Rag par George R.R. Martin
- 9234 - Indigo par Graham Joyce
- 9235 - Le grenier des enfers par Douglas Preston et Lincoln Child
- 9236 - Azram, le démon des profondeurs par Marc Mouly
- 9237 - L'arpenteur de mondes par Jean-Christophe Chaumette
- 9238 - La conspiration des fantômes par James Herbert
- 9239 - Mirage par F. Paul Wilson et Matthew J. Costello
- 9240 - Dracula et les spirites par Fred Saberhagen
- 9241 - Magie de la terreur par Peter Straub
- 9242 - Magie des neiges par Graham Masterton
- 9243 - La clé interdite par Dean Koontz
- 9244 - Feux d'ombre par Dean Koontz
- 9245 - Ne crains rien par Dean Koontz
- 9247 - L'éveil de la lune par Elizabeth Hand
- 9248 - Pandora par Anne Rice
- 9249 - Vampires et martyrs par Christopher Golden
- 9250 - Sixième sens par Peter Lerangis
- 9251 - Mr. X par Peter Straub
- 9252 - Vittorio le vampire par Anne Rice
- 9254 - Le comte de Saint-Germain, vampire par Chelsea Quinn Yarbro
- 9255 - La Malédiction des Pharaons par Tom Holland
- 9256 - Le sphinx par Graham Masterton
- 9258 - 'Le sang du vampire par Jeanne Kalogridis
- 9259 - Cœur de brume par Thomas Tessier
- 9260 - Rêves égarés par Graham Joyce
- 9261 - Ce que dit le Corbeau par David F. Bischoff
- 9262 - Magie des eaux par Graham Masterton
- 9264 - Des anges et des démons par Christopher Golden
- 9266 - L'aigle de sang par Jean-Christophe Chaumette
- 9267 - Temple de la nuit par S.P. Somtow
- 9269 - Le bûcher des immortels par Jonathan Carroll
- 9272 - Fumée d'opium par Graham Joyce
- 9273 - Ring par Koji Suzuki
- 9274 - Double hélice par Koji Suzuki
- 9275 - La boucle par Koji Suzuki
- 9277 - Plaisirs coupables par Laurell K. Hamilton
- 9278 - Le cadavre rieur par Laurell K. Hamilton
- 9279 - Le cirque des damnés par Laurell K. Hamilton
- 9280 - Lunatic café par Laurell K. Hamilton
- 9283 - Les gardiens de la porte par Graham Masterton
- 9284 - Armand le vampire par Anne Rice
- 9285 - Opéra macabre par Thomas Tessier
- 9286 - Effraction mentale par Joachim Körber
- 9289 - L'ignoré par Bentley Little
- 9295 - Ring zéro par Koji Suzuki
- 9297 - Dark Water par Koji Suzuki

## Titres non parus
Certains numéros ont été initialement attribués à des projets de publication qui n'ont pas abouti.
Cela concerne les numéros : 9034 ; 9134 ; 9154 ; 9167 ; 9208 ; 9213 ; 9218 ; 9221 ; 9222 ; 9225 ; 9246 ; 9253 ; 9257 ; 9263 ; 9265 ; 9268 ; 9270 ; 9271 ; 9276 ; 9281 ; 9282 ; 9287 ; 9288 ; 9290 ; 9292 ; 9293 ; 9294 ; 9296.
Par exemple le no 9213 devait correspondre à La Nuit du 7e jour de Daniel Easterman, le no 9218 à Vamphyri de Brian Lumley ou encore le no 9246 à La Tombe de F. Paul Wilson.